# Original fila brasileiro
Original Fila Brasileiro (OFB) é uma raça de cães de fazenda, nativa do Brasil. A raça é composta pelos últimos exemplares de antigos cães de fila ainda preservados em fazendas do interior do Brasil e esquecidos durante décadas pela cinofilia oficial.
O nome designa o projeto de resgate do cão fila de tipo antigo, reunindo cães rústicos de fazendas isoladas com cães fila de linhagem antiga ainda preservada, agregando diversidade genética e recuperação de traços antigos e funcionais. 
O Original Fila Brasileiro é reconhecido e registrado pela SOBRACI, e, apesar do nome similar, trata-se de uma raça à parte do moderno Fila Brasileiro. O termo “cão fila” é usado desde os primórdios como um adjetivo, no qual o verbo Filar significa “agarrar fortemente com os dentes”.

## História
Em carta citada em O Grande Livro do Fila Brasileiro, Antônio Roberto Nascimento chama atenção para o antigo Alão português, que era utilizado na Idade Média em Portugal para caçar ursos e javalis. Presente na literatura portuguesa, o Alão era descrito como um tipo ou qualidade de cão de presa, grande e poderoso. O livro aponta também que o cão de fila brasileiro, ou o seu ancestral, teria sido chamado de alão e molosso, pelos antigos. Desta forma, o alão português (ou alão ibérico) é apontado como um provável ancestral dos cães fila do Brasil.

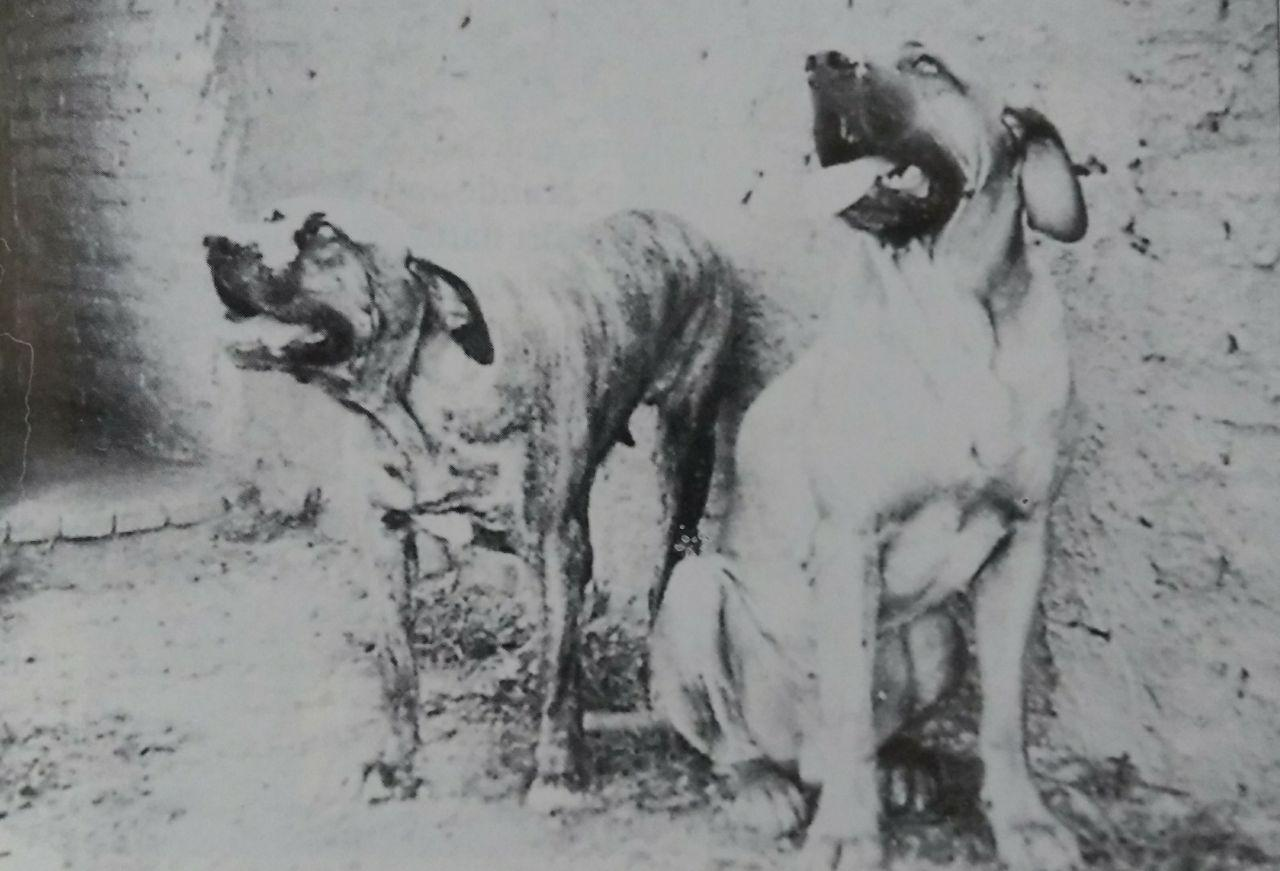
Foto em preto e branco de filas antigos. A foto destes animais mostra que a estrutura destes cães antigos se mantém nos exemplares resgatados e é transmissível geneticamente.

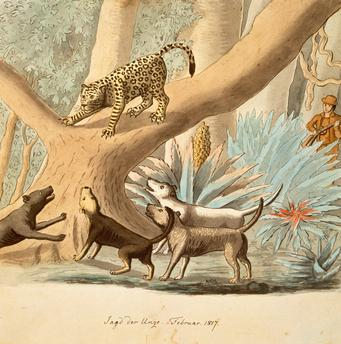
Cães grandes com orelhas cortadas caçando onça-pintada. Brasil, 1817. Obra de Maximilian zu Wied-Neuwied

Após estudar profundamente a raça Fila brasileiro por 40 anos, por meio de trabalhos como o de Antônio Roberto Nascimento, Paulo Santos Cruz, Procópio do Vale, dentre outros, além de suas próprias experiências pessoais com a raça, o criador e pesquisador mineiro Antônio Carlos Linhares Borges chegou a conclusão de que havia a necessidade de preservar o antigo cão que deu origem ao Fila brasileiro moderno. Segundo ele, o fila antigo, ou original, vem chegando próximo à extinção devido à práticas de cruzamentos que anexaram genética e características de raças estrangeiras não aparentadas com o cão endêmico brasileiro.
A morfologia dos cães antigos revela contradições quanto a teoria mais antiga e difundida sobre a base genética do cão fila brasileiro, a qual especulava a participação de raças inglesas (mastim inglês, bloodhound e antigo bulldog), o que se mostra improvável. Antônio Borges acredita que esta crença de que raças inglesas foram a base do cão brasileiro acabou por inadvertidamente incentivar intercruzamentos do fila com tais raças estrangeiras, culminando no cão moderno, que está perdendo as características físicas e psicológicas que eram a essência do cão fila original. Com base em seus estudos, Antônio Carlos Linhares Borges defende que o cão de fila brasileiro é de origem puramente ibérica, em especial de origem portuguesa (cão alão português, ou alão ibérico).
 

Deste modo, Borges lançou em 2018 o livro Cão Fila Brasileiro - Preservação do Original, fruto de muitos anos de pesquisas e estudos, mostrando na obra os estudos comparativos, migratórios e históricos que dão fortes evidências da provável origem da raça ser no Alão português. O livro de Borges disseca cada uma das teorias de formação da raça mostrando as incoerências delas com base no contexto histórico de diferentes épocas, nas gravuras ou fotos (se existentes) de cães dos respectivos períodos e nos documentos históricos disponíveis.

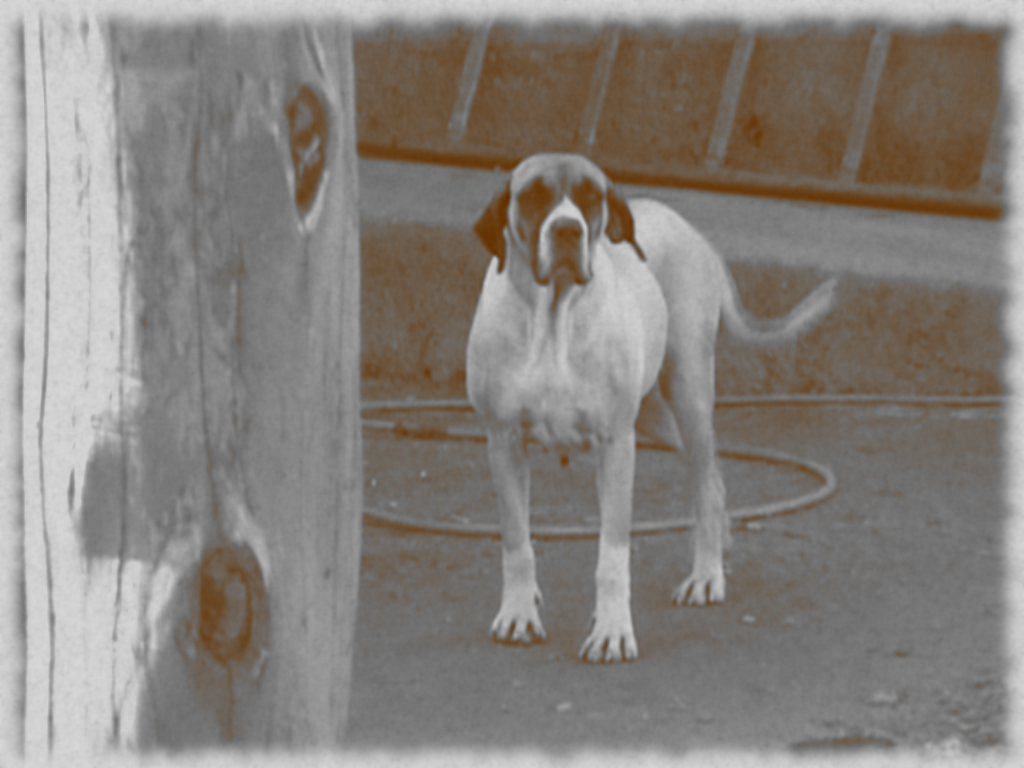
Filas como este com boa parte do corpo branco com marcações de cores na cabeça provavelmente têm algum ancestral com o Cão de gado transmontano, cuja coloração e marcação na pele são muito similares.

Nesta obra, a origem do Alão ibérico e, consequentemente, dos cães do tipo molosso de Portugal e da Espanha está explicada na emigração dos alanos que foram forçados a se moverem da Ásia Central para outras regiões pela perseguição implacável dos hunos, entre elas a península ibérica por volta do ano 400, levando seus próprios cães conhecidos por sua ferocidade e tamanho, que acabaram cruzando com cães nativos locais. Isto explicaria a similaridade genética e física em diversos aspectos (como o crânio braquicéfalo, ossatura forte e pesada, grande porte e as barbelas no pescoço) entre cães como o Alão português, Cão de gado transmontano, Mastim espanhol, Dogue Canário, Dogo espanhol, etc, com os do oriente médio e do cáucaso como Bully Kutta, Kangal, Pastor do Cáucaso, Pastor da Geórgia, etc, pois parte dos alanos se dispersaram para estas regiões e seus arredores.
A teoria defendida neste livro é que para a formação do Cão de Fila brasileiro a grande imigração de portugueses ao Brasil no ciclo do ouro e do diamante foi essencial. Nesta época milhares de portugueses desembarcaram no país sendo que a grande maioria fixou moradia em Minas Gerais atraídos pela possibilidade de ficarem ricos, pois as principais e a maioria das minas de ouro e diamante foram encontradas neste estado. É estimado que num período de 100 anos, entre os séculos XVIII e XIX, chegaram ao Brasil por volta de 800 mil imigrantes lusitanos. Assim esta imigração em massa de Portugal trouxe grandes quantidades de cães que eram muito utilizados naquele país, principalmente cães rústicos e multifuncionais como é o caso do Alão português explicando o motivo do fila ter se formado e ter sido descoberto em Minas Gerais e não em outros estados brasileiros, pois a raça se desenvolveu justamente nas rotas das áreas de exploração destes minérios - nas cidades, fazendas e áreas comerciais que existiam em função da mineração interligado diferentes regiões - e eram locais que constantemente existiam fluxos de pessoas, consequentemente de cães também, negociando mercadorias e serviços entre elas.

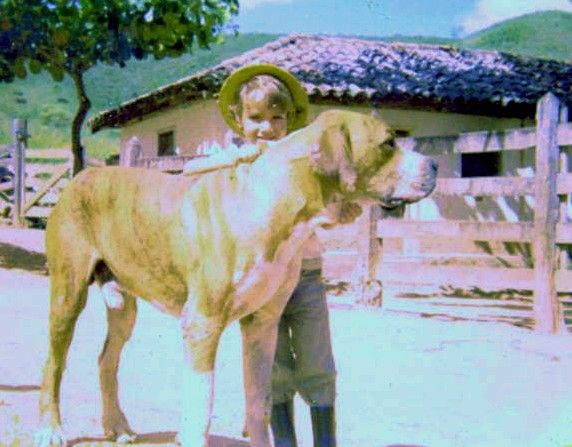
Note-se a estrutura extremamente funcional e não atarracada dos filas antigos, além do focinho proporcional de acordo com o padrão OFB.

O autor estudou sobre as prováveis origens do Cão de Fila brasileiro sob a orientação de André Oliveira e Antônio Ferreira - portugueses, cinófilos e pesquisadores da Universidade de Coimbra de Portugal - que forneceram ricos materiais de estudos, muitos documentos históricos e fotos de antigos cães portugueses, entre eles o Alão português do final do século XIX e início do século XX. O Alão português atualmente está extinto, mas as antigas fotos mostram que ele e o Fila brasileiro antigo são praticamente iguais. Provavelmente o Alão português em grande parte e o Cão de gado transmontano em menor parte são a base do Fila brasileiro, com alguns possíveis cruzamentos pontuais com outros tipos de cães portugueses de acordo com o livro. Para Borges, entender a verdadeira origem do Fila Brasileiro e preservar as características originais que fizeram do fila um cão de excelência por séculos é manter viva, no Brasil, a genética do extinto Alão português. Esta teoria apresentada no livro Cão Fila Brasileiro - Preservação do Original — devido aos embasamentos históricos, científicos e ao rico material encontrado em Portugal — tem ganhado cada vez mais aceitação.

## Trabalho de resgate

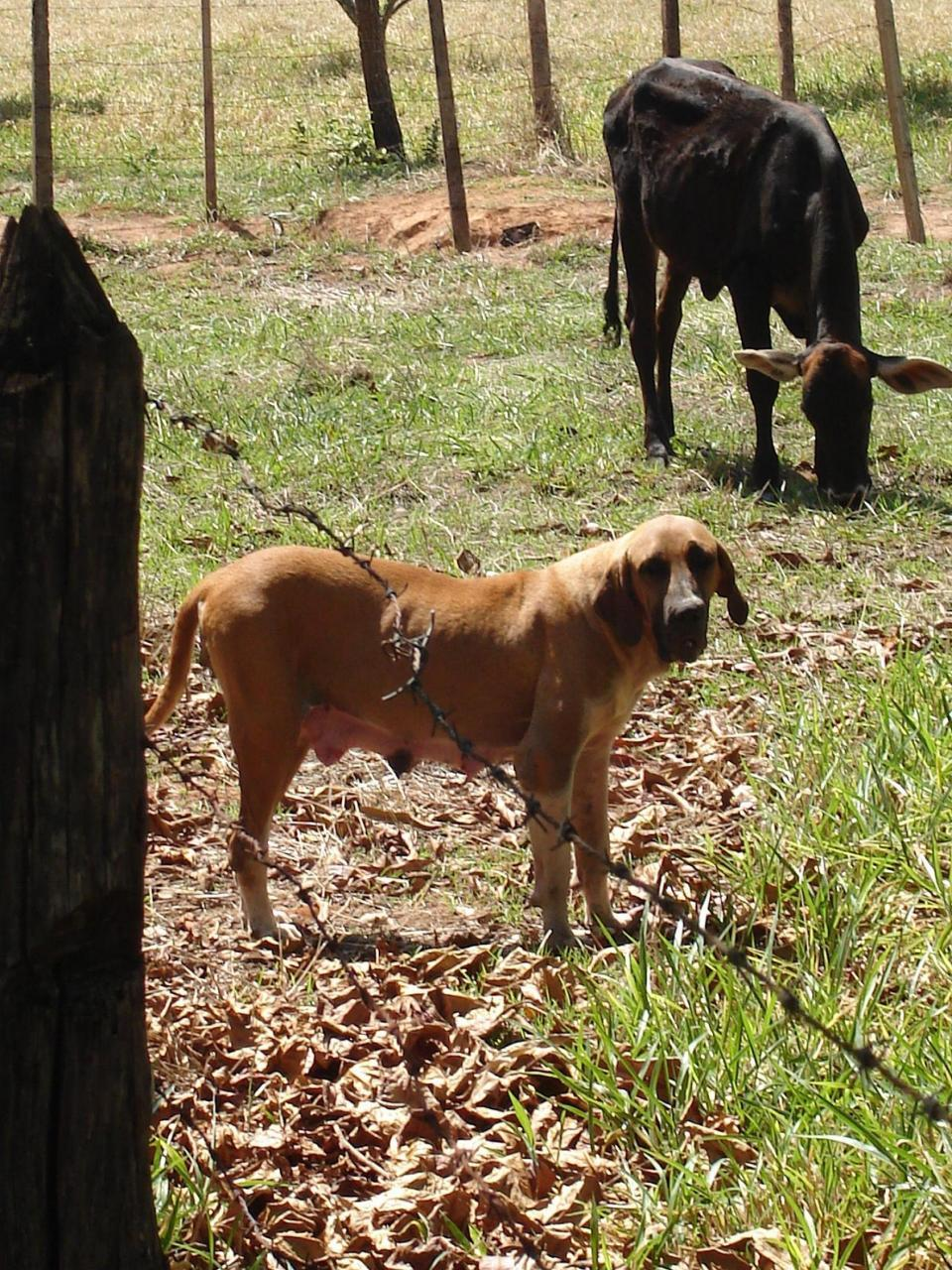
Fêmea de OFB em fazenda.

A procura e resgate dos últimos exemplares que ainda correspondem à morfologia dos cães de fazenda dos anos 70 e 60 ainda está em andamento. Fora da cinofilia oficial, muitos exemplares extremamente típicos e rústicos ainda são encontrados no anonimato sendo úteis em fazendas do interior, afastados de contatos com raças estrangeiras, sendo selecionados por aptidões na lida das fazendas por gerações. Os exemplares encontrados são avaliados através da anatomia e temperamento, e se aprovados então são catalogados, recebendo o registro inicial da SOBRACI. Foi formado o Núcleo de Preservação do Original Fila Brasileiro (Núcleo OFB) presidido pelo próprio Antônio Carlos Linhares Borges, onde há a distribuição de cães registrados para unidades regionais de todo o Brasil com fins de reprodução e preservação controlada da raça. O modelo de cão procurado se espelha no padrão idealizado por Paulo Santos Cruz, Erwin Waldemar Rathsam e João Ebner em 1946.

Este trabalho vem despertando interesse e trazendo novos entusiastas para a raça, pretendendo resgatar e preservar o Fila brasileiro considerando o tipo original de fazenda, que é um tipo considerado mais antigo, primitivo ou aborígene utilizado para diversas tarefas no interior de Minas Gerais sendo - muitas vezes - um cão multitarefa, entre elas a lida diária com o gado e outros animais (filas eram bastante usados para buscar animais de fazenda vivos - como porcos, galinhas, etc. - sob comando), a guarda do rebanho e da propriedade e, em alguns casos, usado para farejar, perseguir e filar (imobilizar ou presar) a caça. É um cão que deve possuir saúde superior, estrutura excelente e funcional, bem constituído e sem excessos para o trabalho diário - sendo muitas vezes um cão que percorria vários quilômetros todos os dias na companhia de um cavaleiro para buscar o gado afastado em grandes propriedades ou acompanhava os funcionários em grandes rondas de manutenção pela fazenda - onde percorrer grandes distâncias eram uma das funções originais dos seus prováveis ancestrais de origem ibérica, principalmente o Alão português, sendo por isto um tipo de cão que normalmente se sobressaía no meio rural onde a vida no campo, o fazendeiro e o peão sempre selecionavam os mais aptos para o trabalho. 

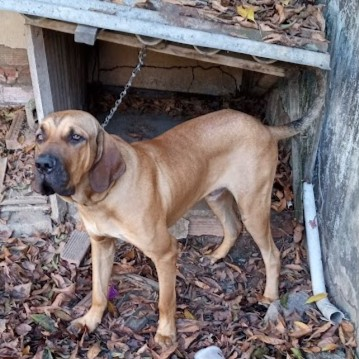
Jovem exemplar de Fila Brasileiro com características do padrão original, criado em propriedade rural na região serrana da divisa entre Rio de Janeiro e Minas Gerais.

O motivo deste resgate é que o fenótipo do cão fila típico extremamente funcional ainda encontrado nas fazendas atualmente e que foi descoberto e resgatado das décadas de 40, 50 e 60 está se perdendo ao ser ignorado pelas entidades que foram feitas, supostamente, para preservar a raça, permitindo alterações corporais injustificadas na estrutura física do animal por vaidade humana. O cão fila brasileiro padrão CBKC atual sofreu modificações com o tempo e hoje são cães mais pesados, mais lentos, com problemas de saúde como displasia coxo-femural e torção gástrica e com claros traços de mestiçagem devidamente comprovados. Já os filas padrão CAFIB apesar desta entidade conservar um tipo de fila funcional e muito mais saudável e útil que o fila CBKC, também estão se afastando aos poucos dos antigos filas encontrados no meio rural. Antônio esclarece que na década de 70 já se notava algumas modificações corporais do fila de maneira sutil ou de modo explícito e isto influenciou em como ambas as entidades idealizaram o tipo de fila desejado.
Pedrinho do Engenho foi um famoso criador de filas do início do século XX cujos cães eram provenientes de linhagem própria de seus antepassados, desde pelo menos 1870. Todos típicos dentro do padrão dos filas antigos encontrados naquela época. José Gomes também foi um conhecido criador pioneiro de fila desde a década de 40, cujos animais remontam aos seus avós com um pouco de sangue de cães da família Reis e de cães do próprio Pedrinho, refletindo, portanto, em cães do aspecto antigo também. No livro “Cão Fila Brasileiro – um Presente das Estrelas” Godinho explica que José Gomes, enxergando potencial comercial na raça começou a selecionar os cães para gerar um tipo mais robusto para agradar os olhos dos compradores das cidades que normalmente se impressionam com cães mais "fortes". Após um tempo de seleção direcionada, surgiu o cão Lorde de propriedade dele que é um exemplo da década de 70 desta modificação, tornando-se um modelo em termos de conformação física de fila para os demais criadores. Ele tinha uma maior corpulência e barbelas maiores que as dos cães antigos - as barbelas naquela época eram consideradas por alguns compradores e apreciadores do fila como sinal de pureza da raça, portanto mais barbelas significavam mais pureza. Para reforçar a justificativa de ter filas com mais barbelas existia a história mal contada de que elas ajudavam o fila a sobreviver de ataques de onças que eventualmente tentassem morder seu pescoço.
Outro exemplo para Antônio Borges foi a criação do Canil Jaguara. Seus donos, ingleses, o senhor Chalmers e a senhora Rosemaire, começaram sua criação formal com Leo, cinza, que foi buscado filhote na fazenda de Pedrinho do Engenho por um empregado (conforme correspondências trocadas a partir de 8 de fevereiro de 1954); e Mariazinha, tigrada, que chegou em Minas tocando gado proveniente de Goiás mas foi abandonada e resgatada por um veterinário do exército que estava acampado na Pampulha. Numa exposição em 1957, Paulo Santos Cruz, enquanto árbitro, sugeriu o acasalamento deles. O sr. Chalmers conseguiu comprar Mariazinha do veterinário - após recusa inicial - e iniciou a criação com eles. Ambos os animais tinham total tipicidade dos filas antigos. Na década de 70 eles tiveram o cão Jumbo da Jaguara que era um cão de lábios moderados e orelhas um pouco maiores que o normal. Já o filho deste cão, o Jumbo II da Jaguara, era um cão que tinha uma orelha praticamente igual a de um Bloodhound e um temperamento extremamente manso. O Jumbo II se tornou referência de fila ideal em termos de estrutura a ser atingida por muitos criadores do clube CAFIB. Borges explica que este evento das orelhas marca um momento decisivo para a raça fila no Brasil, pois marca as mudanças fenotípicas dos filas tanto no padrão CBKC como no CAFIB, já que o fila não tem ascendência com Bloodhound e os exemplares antigos das décadas de 40, 50 e 60 não possuem orelhas assim, fato totalmente comprovado por fotos dos cães desta época.
Borges esclarece que utiliza o termo ORIGINAL desde, pelo menos, a década de 80 e sendo um membro filiado ao CAFIB neste período representando a raça no município de Teófilo Otoni, alertava a entidade sobre as mudanças sutis que a raça estava sofrendo se afastando do tipo original desde esta época. Depois de criada a UNIFILA, relata que durante os 10 primeiros anos de existência da entidade foi um sucesso, conseguindo alertar os criadores sobre as mudanças que estavam ocorrendo na raça, porém depois deste período o fenótipo original foi, novamente, se perdendo. Depois de 40 anos tentando convencer os clubes das mudanças no fila e a agir tomando providências para impedir isto sem sucesso, resolveu estudar por conta própria as verdadeiras origens da raça e suas características originais, levando a publicação de 2 livros e o motivando a resgatar e preservar, rigorosamente, o tipo antigo/original ainda encontrado no interior, criando o Núcleo OFB e um padrão para o Original Fila Brasileiro registrado na Biblioteca Nacional.
Antônio Borges diz que o objetivo é resgatar os cães filas do interior que sejam tão típicos quanto os filas criados pelo Pedrinho do Engenho na década de 50, que são cães extremamente rústicos e extremamente funcionais com muita saúde, de fenótipo original, dos quais são rejeitados por todas as entidades representantes de filas atuais por serem considerados fora dos padrões exigidos, muitas vezes chamados pejorativamente de "vira-latas" ou "mestiços" por membros destes clubes.

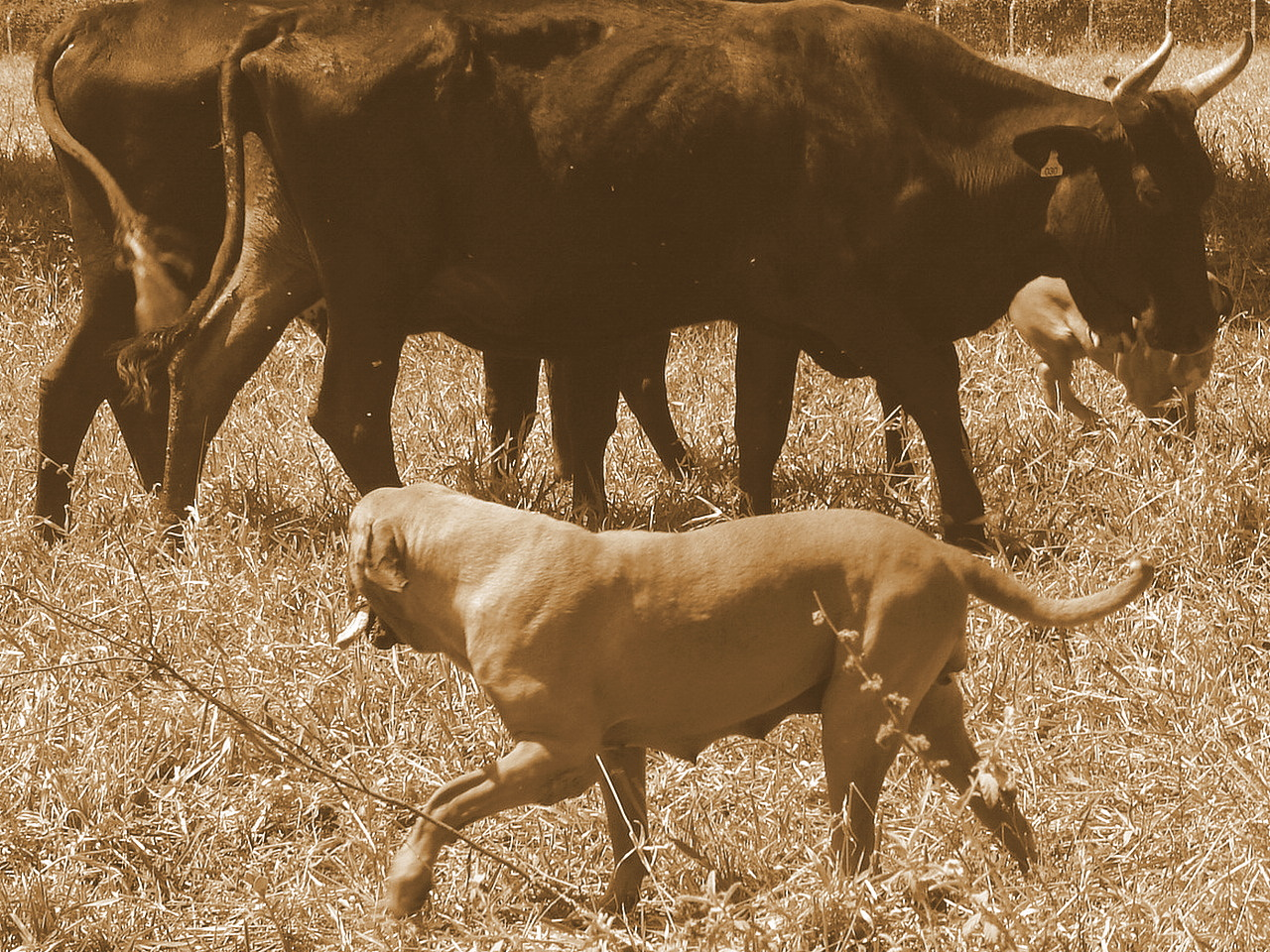
OFB na lida com o gado.

Deste modo, Antônio Linhares, junto a algumas outras pessoas, tem feito centenas de viagens pelo interior de Minas Gerais, visitando diversas fazendas, para resgatar animais considerados originais sendo usados em cruzamentos programados que, por séculos ou no mínimo muitas décadas, mantiveram-se isolados conservando muitas das características dos antigos cães ibéricos, adaptados ao nosso ambiente, cuja genética única existe somente entre os cães que vivem no meio rural que, sem um trabalho organizado, iria se perder com o passar dos anos. O resgate tem sido feito, inclusive, em fazendas de regiões inéditas de Minas Gerais trazendo para este trabalho linhas de sangue de filas até então desconhecidas por quaisquer outras entidades de registro ou canis de reprodução da raça, regiões das quais eram de muito difícil acesso na década de 70 ou em décadas anteriores pela falta de infraestrutura ou por ela ser muito precária, por este motivo os estudiosos e criadores da raça Fila brasileiro da época acabaram por não resgatar cães neste locais. A preferência tem sido em resgatar cães de genética isolada nas fazendas, porém há o uso de alguns poucos cães do padrão CAFIB no programa de cruzamentos daqueles filas que se enquadram ou se mostram suficientemente próximos das características consideradas desejadas no padrão OFB. Já quanto a cães do padrão CBKC, há remota possibilidade de ser usado algum animal, somente se o exemplar se enquadrar nas características físicas e de temperamento consideradas ideais não se divergindo do padrão dos filas antigos, além da completa ausência de traços de mestiçagem que esta linhagem costuma ter. O autor usa como referência para o seu trabalho de recuperação destes cães além dos próprios estudos sobre a raça fila, os estudos feitos por Vladimir Beregovoy, que defende no livro "Primitive Breeds - Perfect Dogs" o resgate e manutenção de raças caninas com tipos denominados por ele como aborígenes, que por terem sido moldados mais naturalmente, quase sem intervenção humana, são os tipos de cães ideais por apresentarem morfologia extremamente funcional e serem muito saudáveis — Beregovoy define estes cães aborígenes como "lobos domesticados" por se assemelharem aos seus parentes selvagens em alguns aspectos físicos e temperamentais.

## Características físicas, comportamentais e temperamentais da raça
Algumas características que os Originais Filas Brasileiros devem possuir, os diferenciando dos cães de outros padrões, é o crânio braquicéfalo com formato periforme quando visto de cima, sendo uma das características mais importantes a serem observadas, pois o diferencia dos demais molossos. Outra característica muito importante que deve ser observada é que a profundidade do focinho jamais deve ultrapassar o comprimento do mesmo e a sua rima labial, vista de frente, deve perfazer um "U" invertido - lábios superiores grandes puxam a pele para baixo por conta do peso formando uma rima no formato de "V" invertido, sendo isto inadmissível. Estas características do focinho e boca devem ser rigorosamente respeitadas, pois diversas entidades de registro de fila toleram cães com focinhos mais profundos, sendo esta característica muito variável mesmo entre cães registrados nos padrões feitos por Paulo Santos Cruz ou derivados destes (CAFIB, AMFIBRA, etc) - seus respectivos padrões exigem observar as boas proporções do focinho, mas muitas vezes não são respeitadas e ainda assim são aceitas e até premiadas pelos clubes, mesmo que não sejam tão profundos como filas padrão CBKC. O focinho do OFB deve ser levemente romano, porém não devendo se parecer com o focinho de raças lupoides. A altura e peso de tais cães pertencentes a este padrão devem ser de 65 a 75 cm na cernelha e de 50 a 60 quilos para os machos; e de 60 a 65 cm na cernelha e de 40 a 50 quilos para as fêmeas, sendo o comprimento proporcionalmente maior que a altura em até 10%, medido do peito à ponta do ísquio - comparado aos filas padrão CAFIB, os OFB são cães proporcionalmente um pouco mais altos. Em termos de comportamento, são cães que devem manter a conhecida ojeriza a estranhos, mas devem se comportar de modo autoconfiantes e tolerantes a estranhos sob comando, se mantendo atentos, pois nas fazendas era comum a propriedade receber pessoas estranhas como clientes, vizinhos, parentes, etc, e não há lógica em ter um cão descontrolado nestas condições - sendo um cão controlado considerado confiável e de bons nervos.

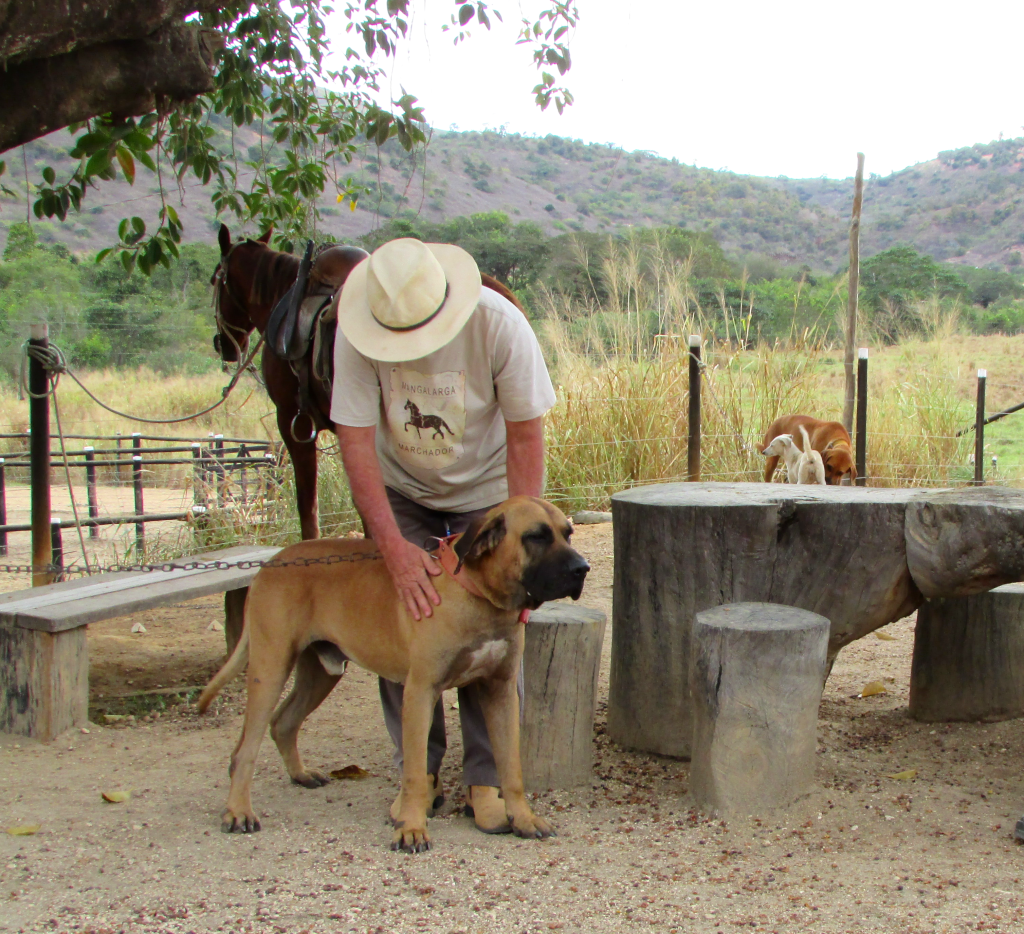
O cão da foto é uma amostra de como deve ser a estrutura física do OFB, a de um cão extremamente funcional para os trabalhos rurais.

As cores do OFB, devem ser sólidas de pelagem lisa ou rajada, com matiz variando desde o baio claro até o castanho avermelhado ou marrom, passando pelo amarelo palha e o cinza, sendo comum marcações brancas na linha inferior, membros e cauda, podendo estas marcações avançarem sobre o restante do corpo. Os rajados são preferíveis em rajas de espessura estreita distribuídas de forma irregular, às rajas grandes e largas em forma de listras longas. Cães predominantemente brancos não devem possuir sinal de albinismo. Não são aceitas as cores preta, cinza-rato, malhados, manchetados, preto com canela (black and tan), fulvos com canela (fawn and tan). A trufa deve ser bem pigmentada e sem falhas. Máscaras negras na cabeça da raça são bastante comuns, mas não são obrigatórias. Sobre a cor preta, Antônio esclarece que existem relatos de filas da cor preta antigamente - anteriores a década de 70 - de cães encontrados em fazendas com fenótipo e temperamento típico da raça, porém eram bastante raros. Com a mestiçagem ocorrida nas décadas de 70 e 80 do fila com o Dogue alemão, Bloodhound, Mastim napolitano, Mastim Inglês e outras raças subitamente surgiram muitos exemplares com a cor preta com claros sinais de mestiçagem - por conta disto foi descoberto que existiam criadores gerando mestiços com o suposto intuito de "melhoramento" da raça fixando algumas características físicas de gosto próprio deles, entre elas a cor preta. Os criadores que eram contra tais cruzamentos entre o fila e outras raças condenando a mestiçagem feita na época condenaram, automaticamente, todos os filas pretos desde então como uma medida para proteger os filas puros dos mestiços. Foi neste contexto que houve a divergência dentro da raça fila, surgindo os criadores de fila padrão CAFIB defendendo o fila puro e o padrão BKC (que posteriormente se tornou CBKC) defendendo o fila mestiçado. Sendo criador na época e filiado ao clube CAFIB, Borges também condenou todos os filas pretos que eventualmente viu, supondo se tratar de mestiçagem. O criador esclarece atualmente que isto foi um erro e que deveria ter sido feito um trabalho para separar os filas pretos típicos e provados puros dos mestiços. Atualmente não se encontram mais filas pretos nas fazendas, provavelmente é um genótipo extremamente raro ou talvez esteja extinto entre os exemplares do meio rural não mestiçados. O último exemplar de fila preto que Antônio Borges viu e pareceu ter a tipicidade dos filas antigos foi no começo da década de 90 e por esta cor não aparecer nos exemplares de fazenda resgatados nem nos filhotes gerados, o padrão OFB não admite a cor preta.
Além da preocupação com a características físicas dos filas resgatados, o padrão OFB busca cães considerados ideais em temperamento por meio de alguns testes para emitir àquele considerado apto um registro inicial próprio. Porém, para aqueles que desejam selecionar filas com um temperamento mais específico e adequado para a função de guarda, montou-se um grupo de estudiosos de comportamento canino e adestradores profissionais para desenvolver um teste próprio adaptado à raça baseado no já consagrado teste de Schutzhund utilizado em diversas raças pastoras, como o Pastor Alemão. Borges esclarece que este trabalho é de resgate e preservação do fila original, não é para aprimoramento ou melhoramento do mesmo, visto que se considera que o fila já foi aprimorado e melhorado e o dever dos criadores agora é de preservar o animal já moldado há muito tempo e que novos "melhoramentos" podem levar, novamente, aos problemas ocorridos nas décadas de 70 e 80 que criou conflito e divisão entre os criadores e o aparecimento do padrão CAFIB e CBKC, gerando discrepâncias nas características físicas a ponto de muitos criadores considerarem que hoje são duas raças diferentes.

## Galeria

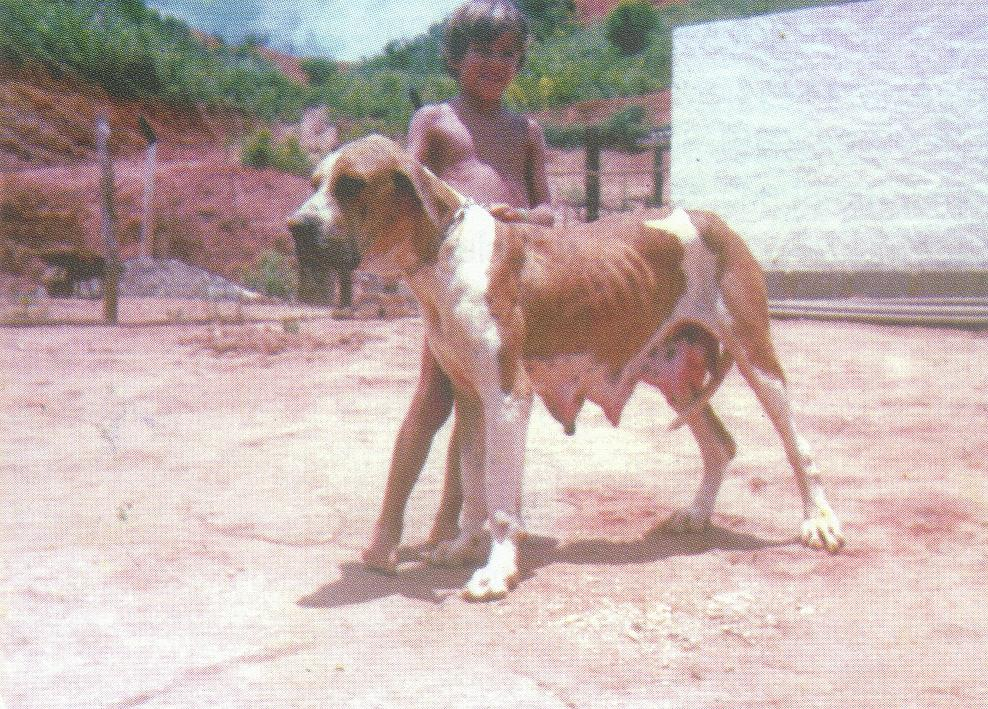
Cadela Original Fila Brasileiro - Loba
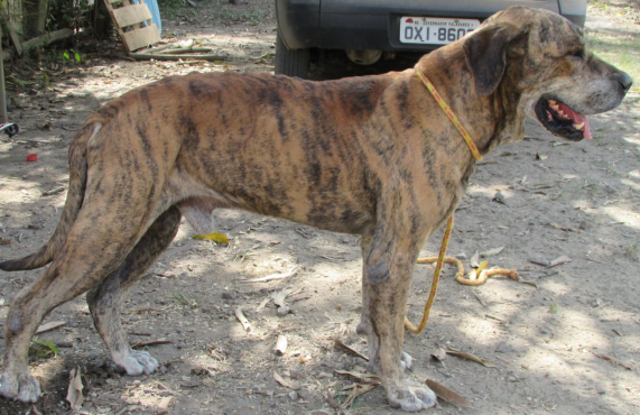
Original Fila Brasileiro macho adulto
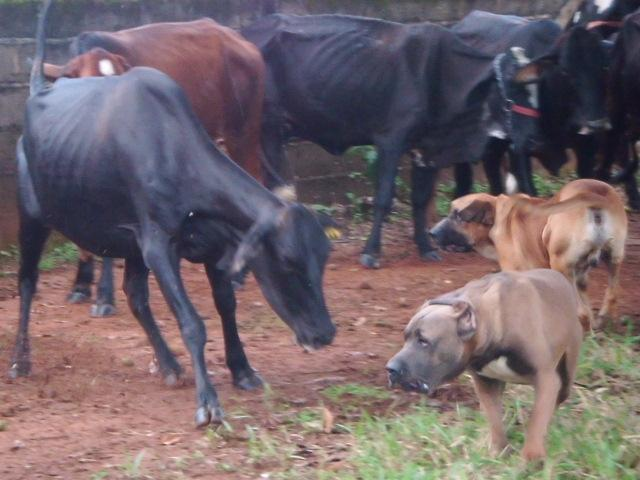
Cães OFB cercando bois
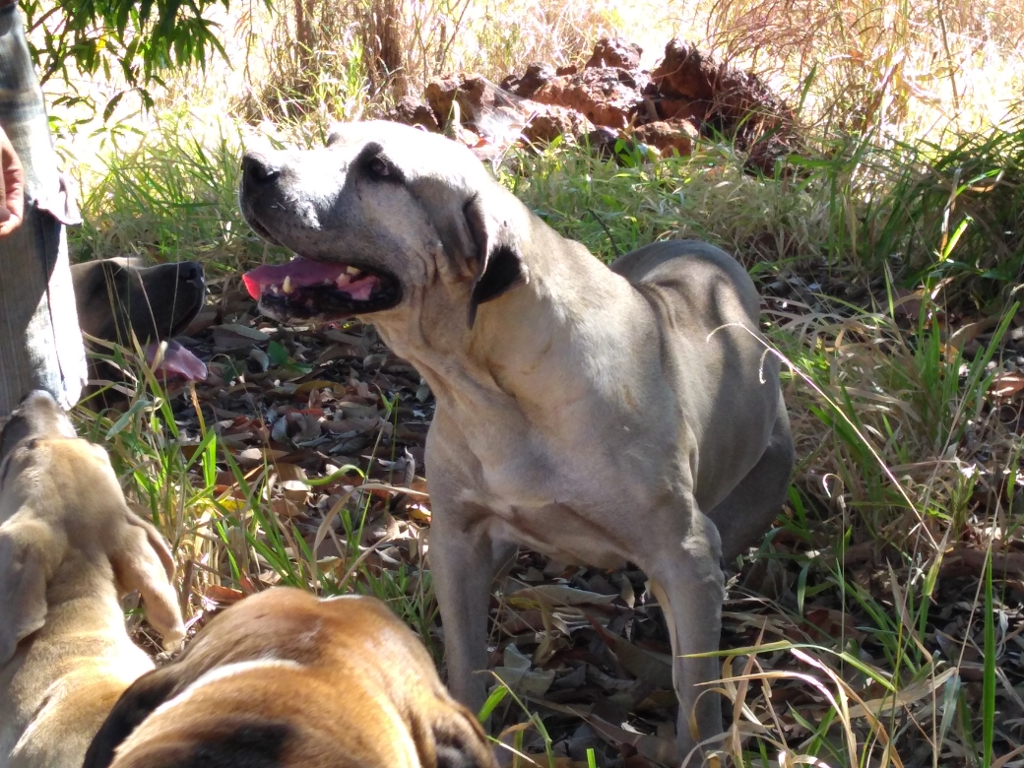
Original Fila Brasileiro fêmea adulta
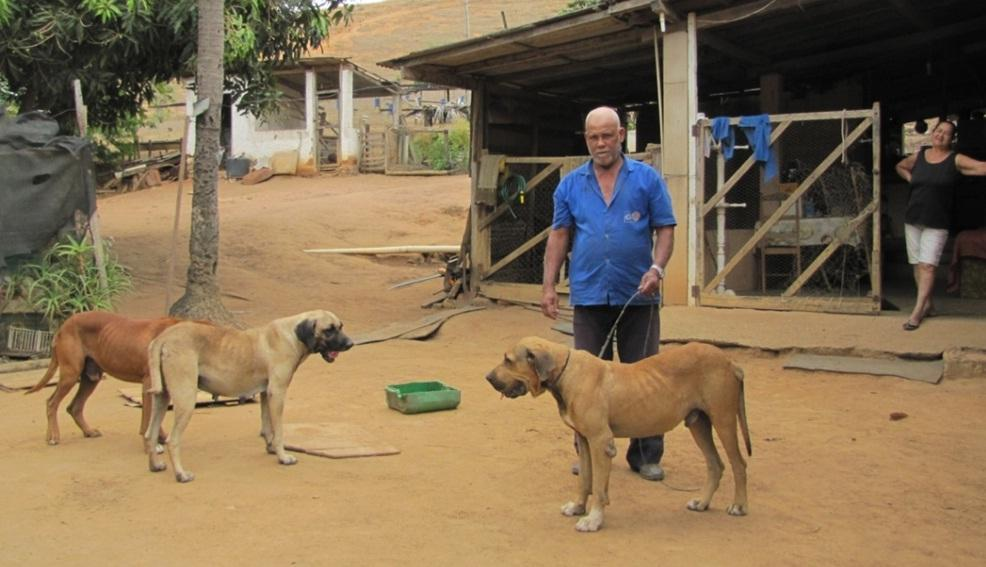
Cães OFB atuais em fazenda mineira
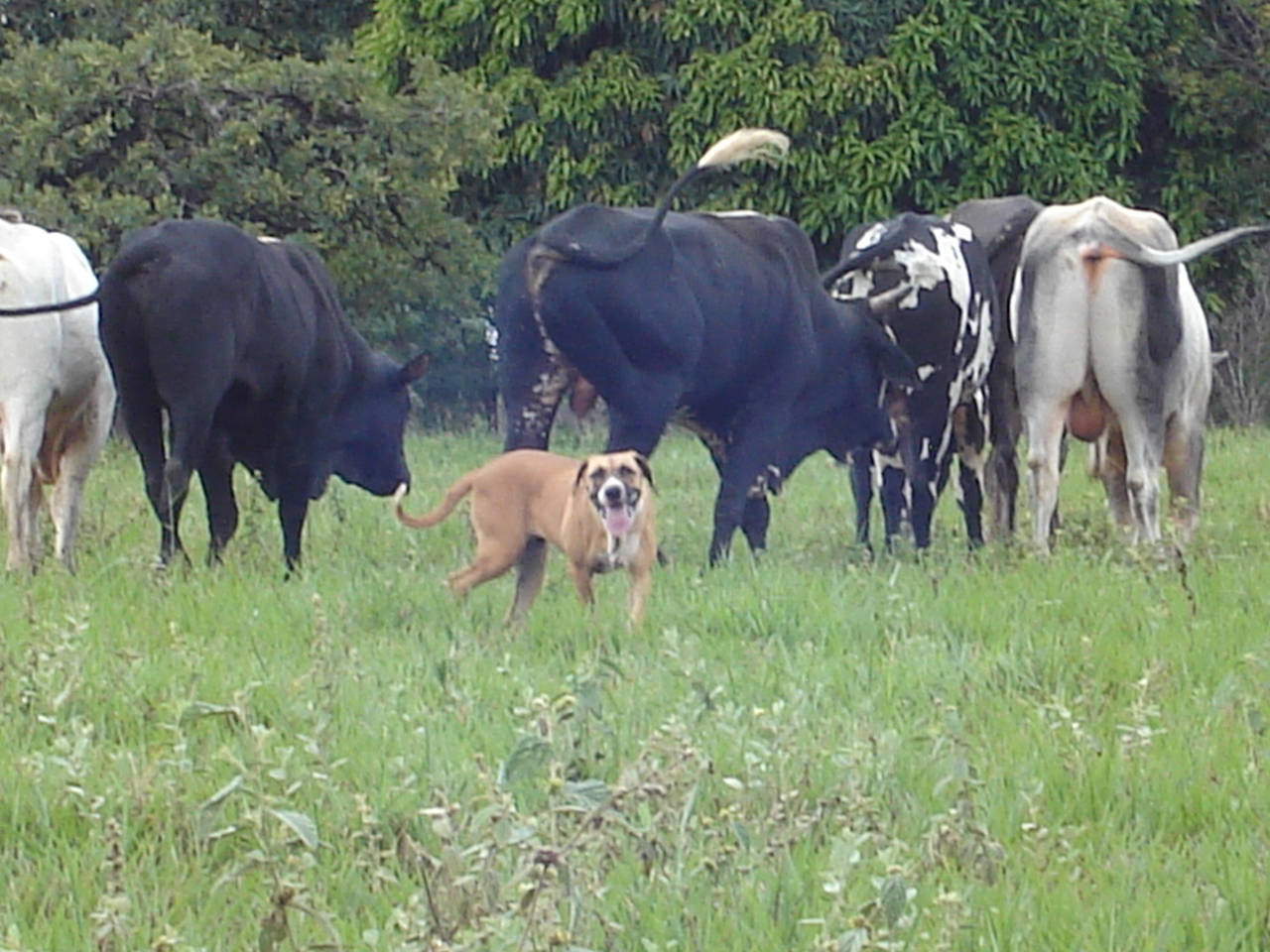
Original Fila Brasileiro trabalhando com gado
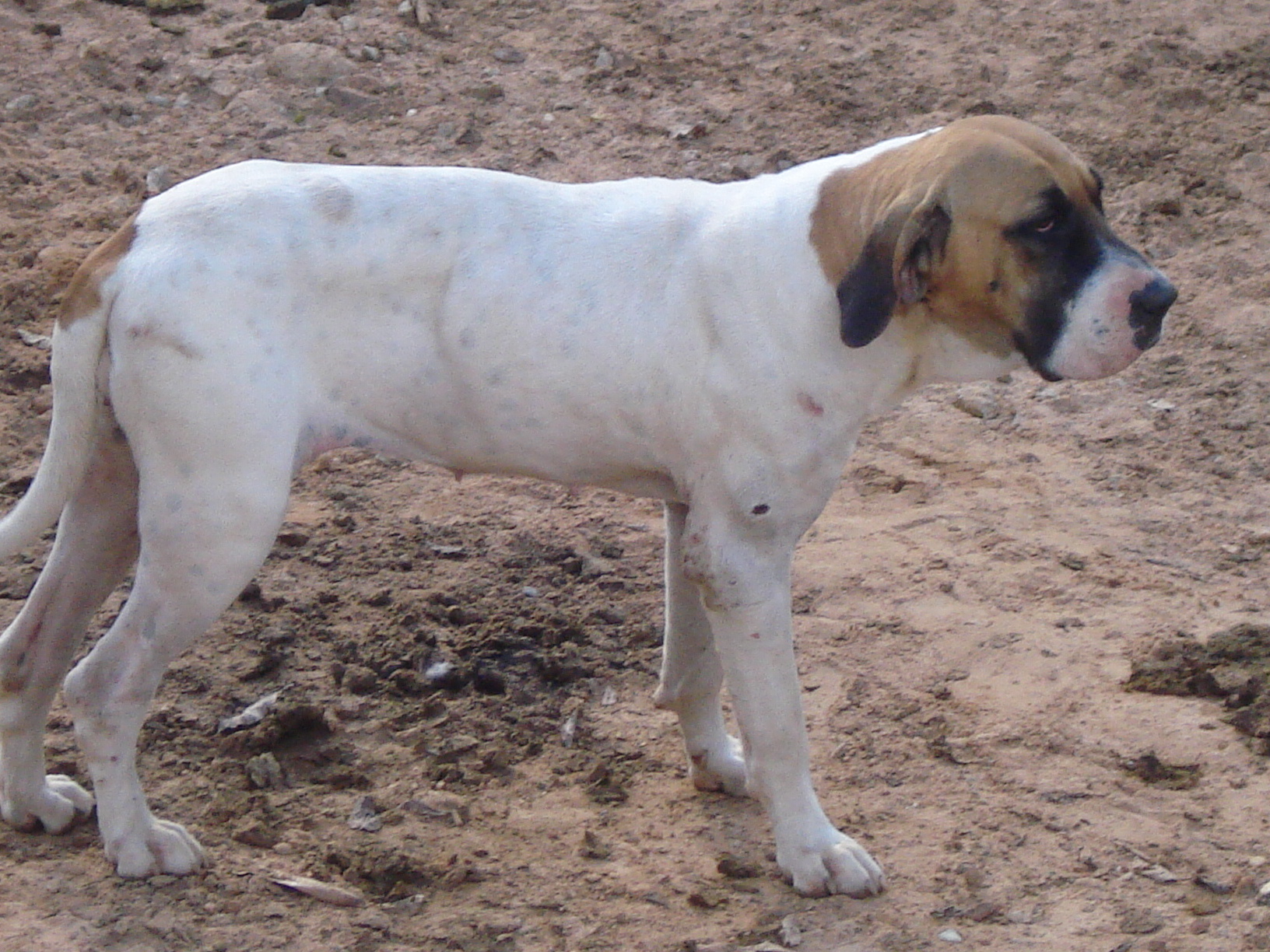
Cadela Original Fila Brasileira - branca
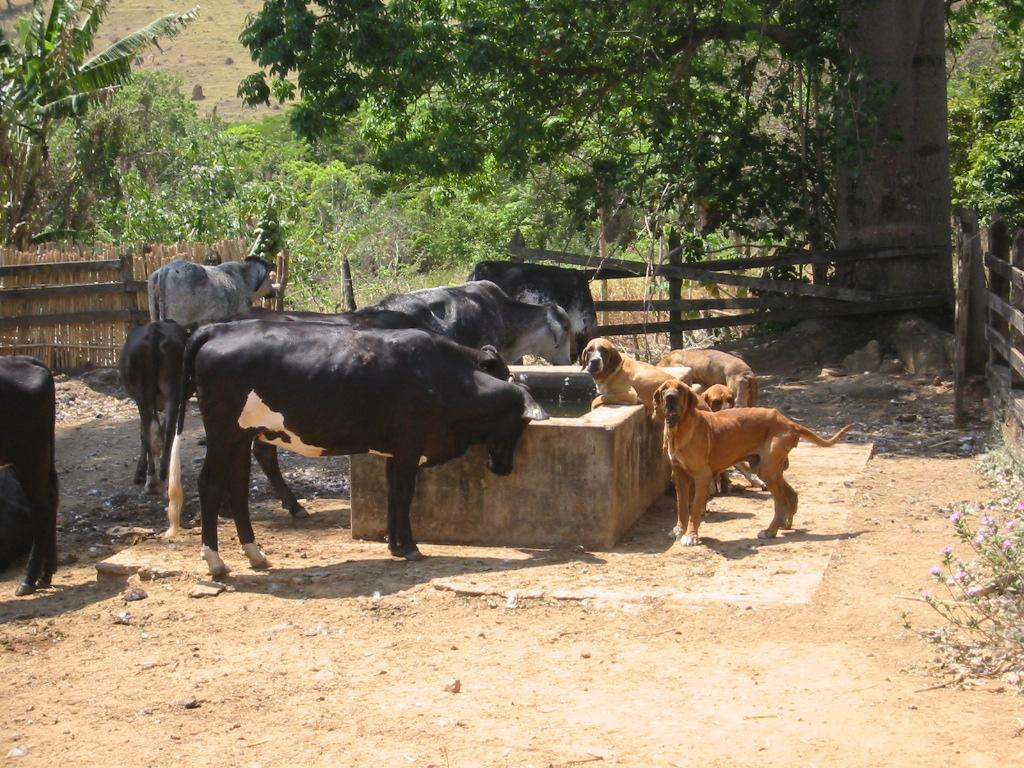
Cães OFB e bois compartilhando bebedouro
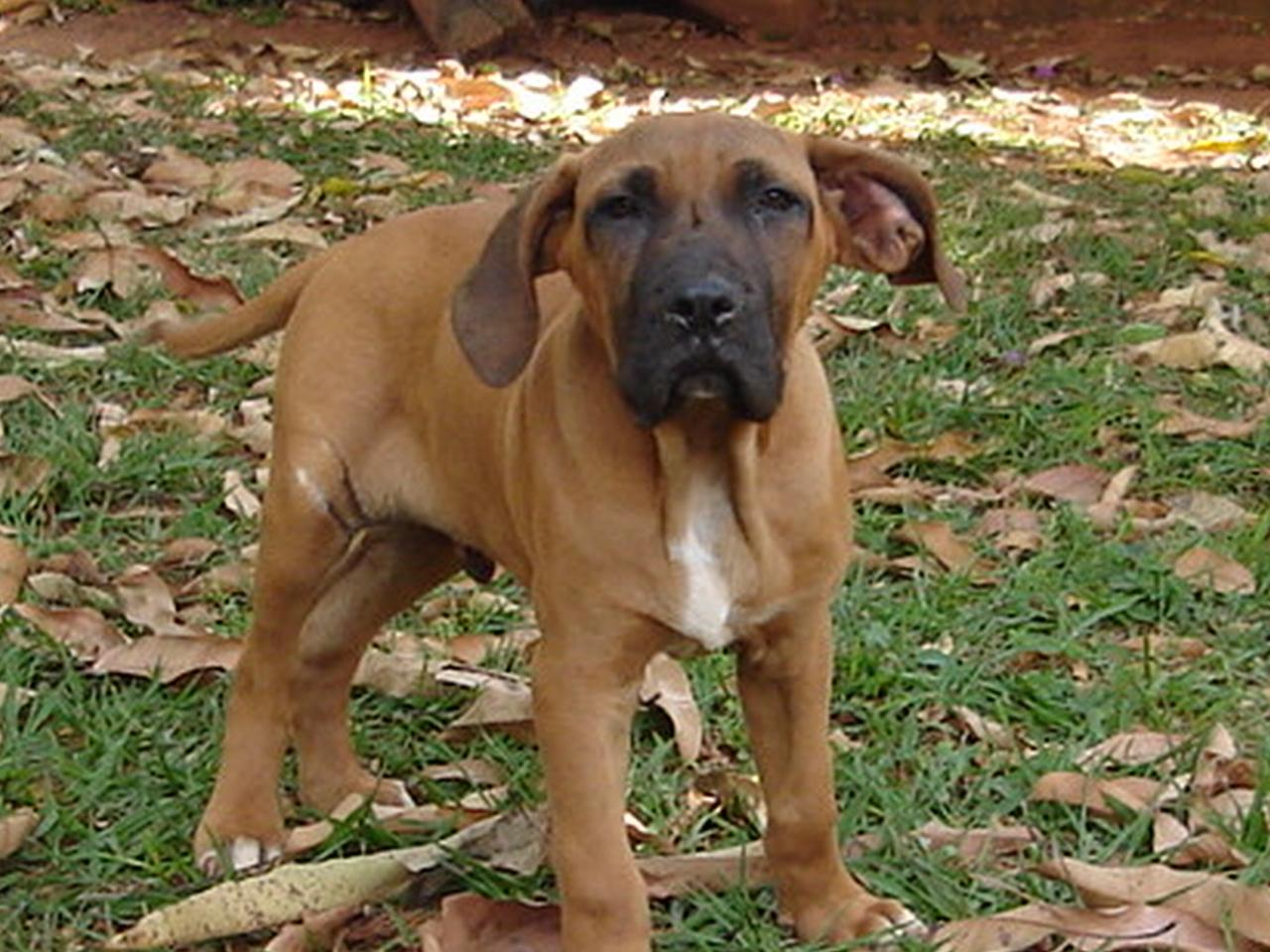
Filhote OFB aos 4 meses de idade
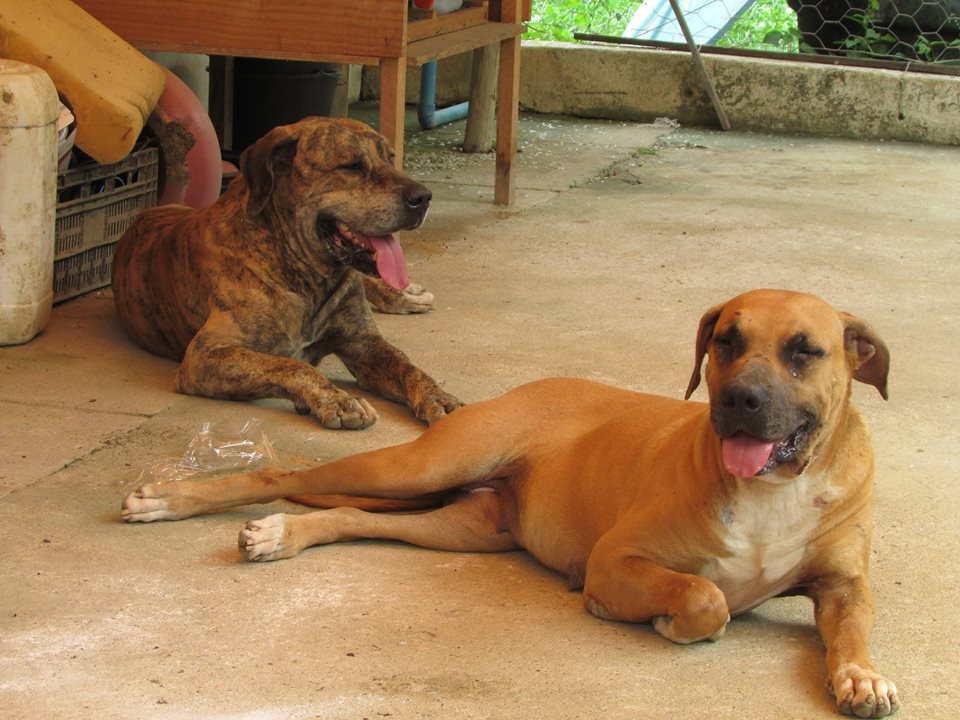
Cães Originais Fila Brasileiro descansando
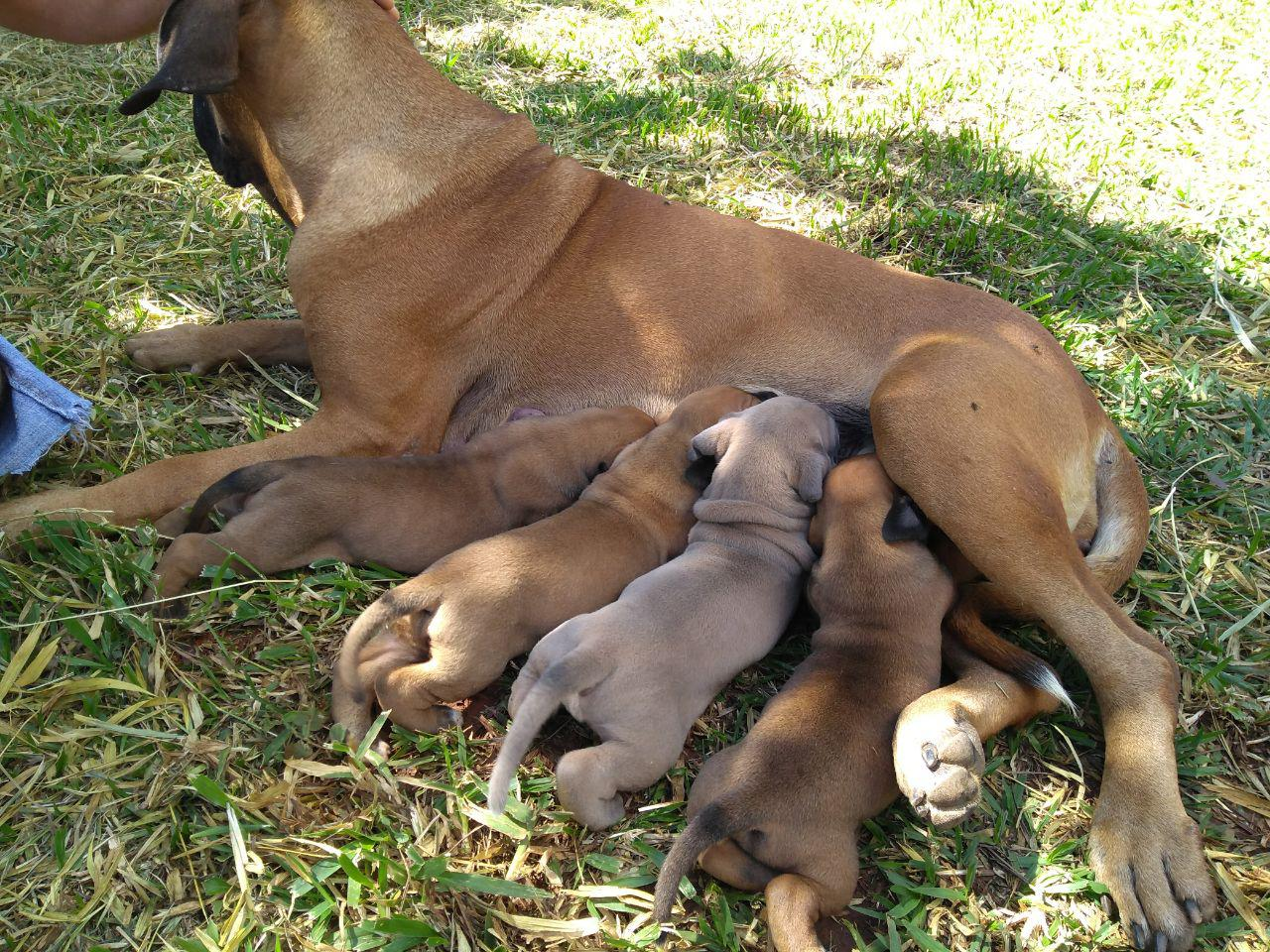
Filhotes de Cães Originais Filas Brasileiros amamentando
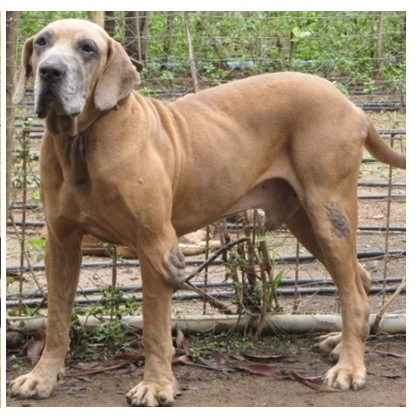
Cão Original Fila Brasileiro macho adulto
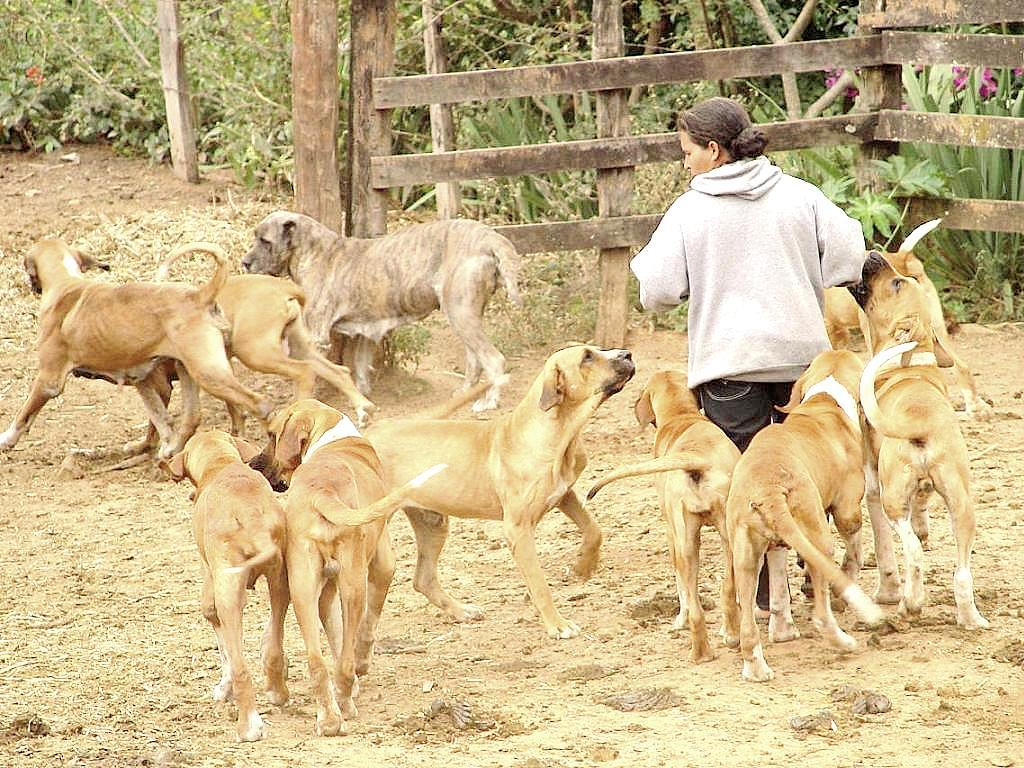
Cães OFB em seu habitat
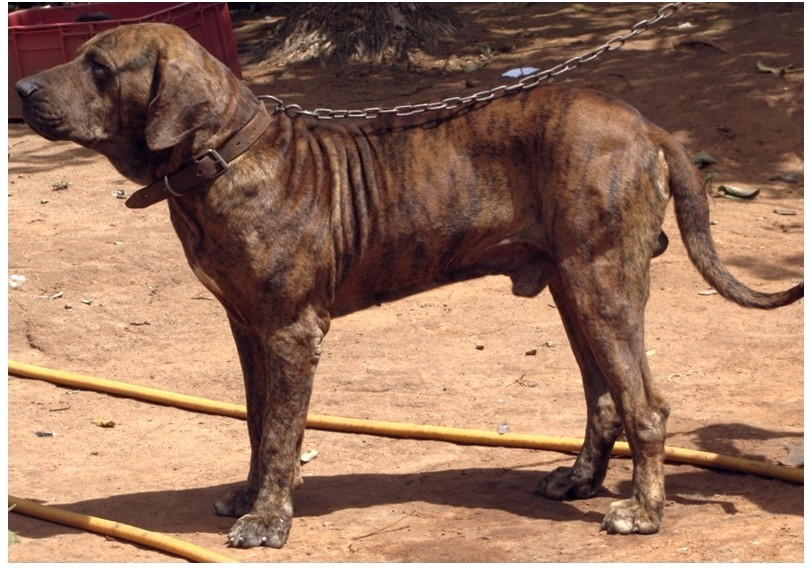
Cão OFB macho adulto
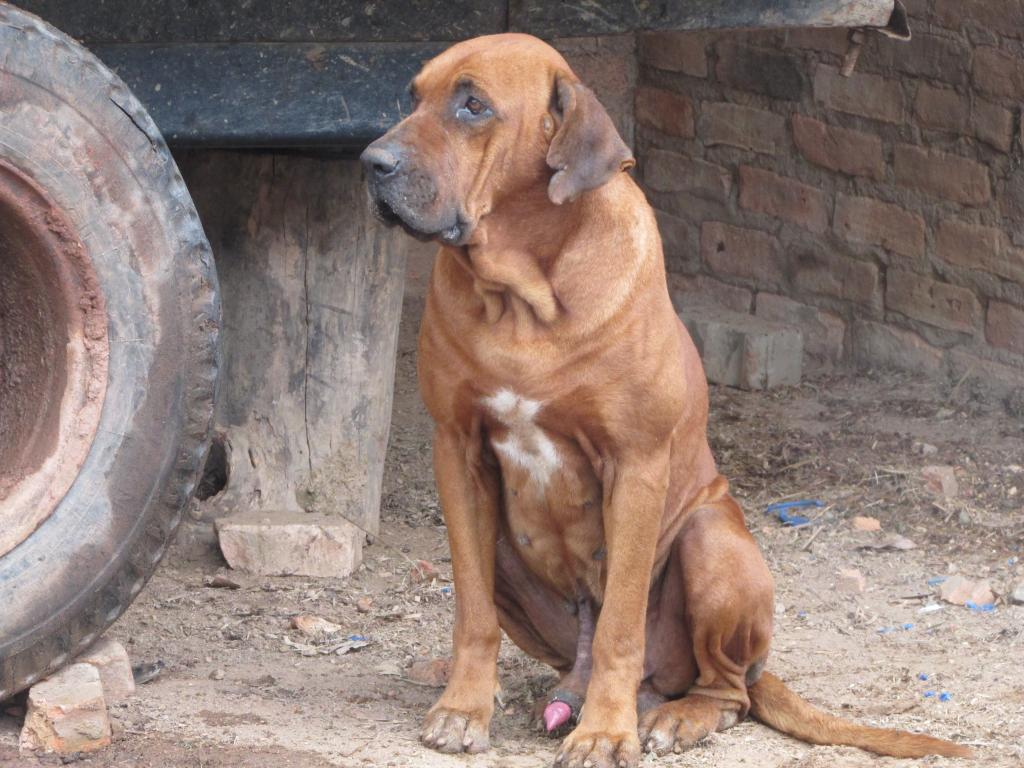
Cão OFB de fazenda adulto macho
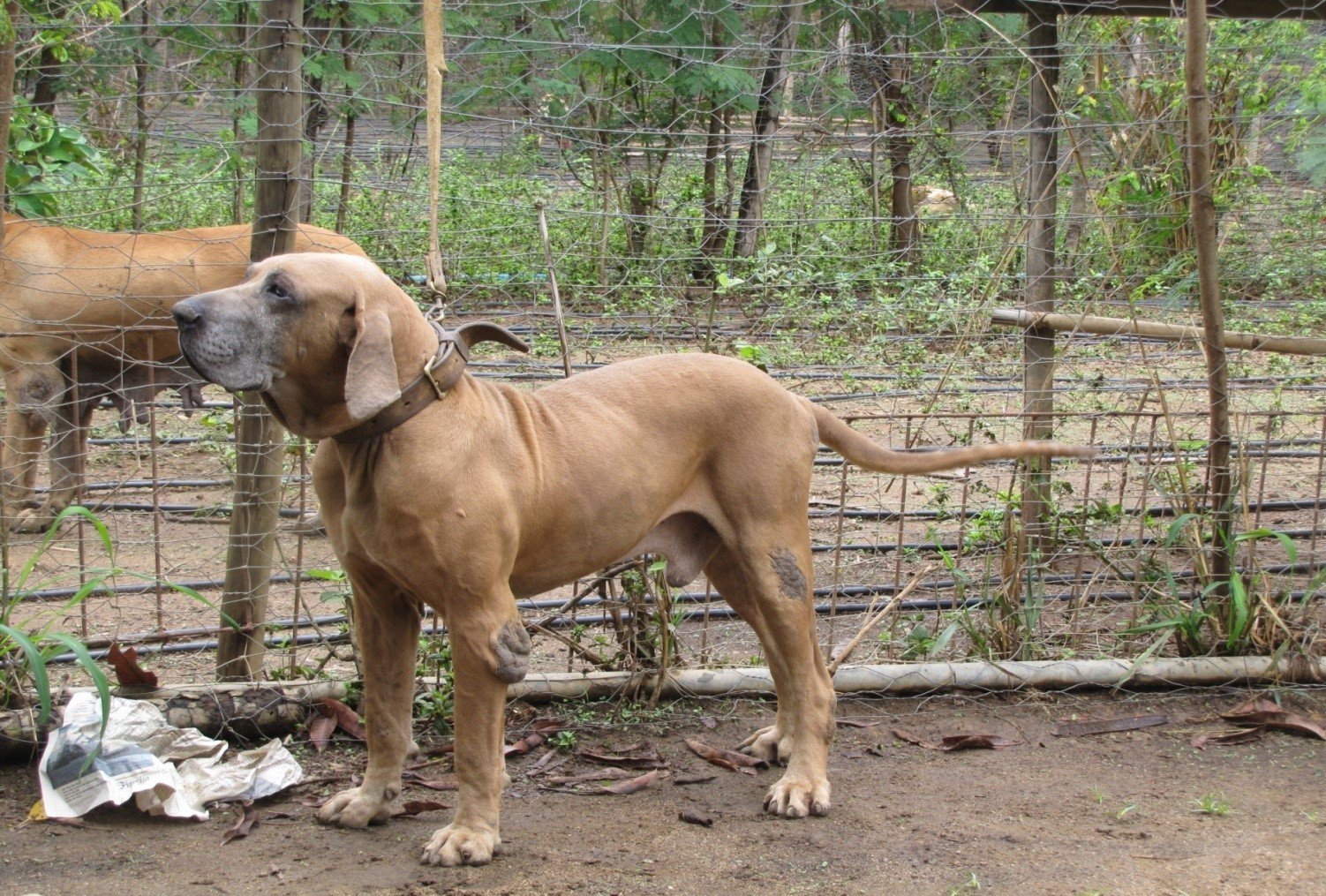
Cão Original Fila de fazenda adulto macho

## Outras raças caninas brasileiras
Aqui veremos uma lista de várias outras raças caninas brasileiras existentes:
- Buldogue-serrano
- Buldogue-campeiro
- Bull-mastiff brasileiro
- Boca-preta
- Fila-brasileiro(raça a parte)
- Galgo-pampeano
- Griffon-barbudo
- Ovelheiro-gaúcho
- Pastor-da-mantiqueira
- Podengo-brasileiro
- Pit Monster
- Rastreador-brasileiro
- Terrier brasileiro